# Raatshoven
Raatshoven (Frans: Racour) is een dorp in de Belgische provincie Luik en een deelgemeente van Lijsem (Frans: Lincent). Tot 1 januari 1977 was het een zelfstandige gemeente.

## Naam
De oudste vormen van de plaats zijn Romaans en luiden: Radulphi Curte (1127), Racurth (1147) en Raulcourt (1147). De oudste Germaanse versie stamt uit 1262 en maakt gewag van Raetshoven. In het Landense archief komt vrijwel altijd de Nederlandse vorm voor, ook in Latijnse stukken, dikwijls met verlies van h, zoals in 1390 (Raetsoven). Vanaf 1740 wordt de naam Racour gebruikt in officiële documenten, wat wijst op een verfransing
De betekenis van de naam is "boerderij van Radulf", een tweestammige Germaanse naam uit rada ("raad") + wolf. De Nederlandse vorm met hoven is samengesteld met Radzo, een vleivorm van Radulf.

## Geschiedenis
Raatshoven was historisch een gemeente die onder het gezag stond van de stad Landen. De burgemeesters van Landen waren tegelijk de hoogste instantie in Raatshoven, dat tot halverwege de 18de eeuw Nederlandstalig was. 

## Bezienswaardigheden
- De Sint-Christoffelkerk (Église Saint-Christophe) heeft eeb romaanse toren uit de 14e eeuw met schiet- en kijkgaten. De toren is 33 meter hoog en de muren  zijn onderaan 2,35 meter dik. De gotische kerk uit de 16e eeuw is tegen de toren aangebouwd.
- De pastorie (1740)
- Het Gerechtshuis (Avouerie) (1588, gerestaureerd in 1811)
- Het voormalige Station Racour uit 1893.
- Het vroegere gemeentehuis en de school waar het Heemkundig museum in gevestigd is.

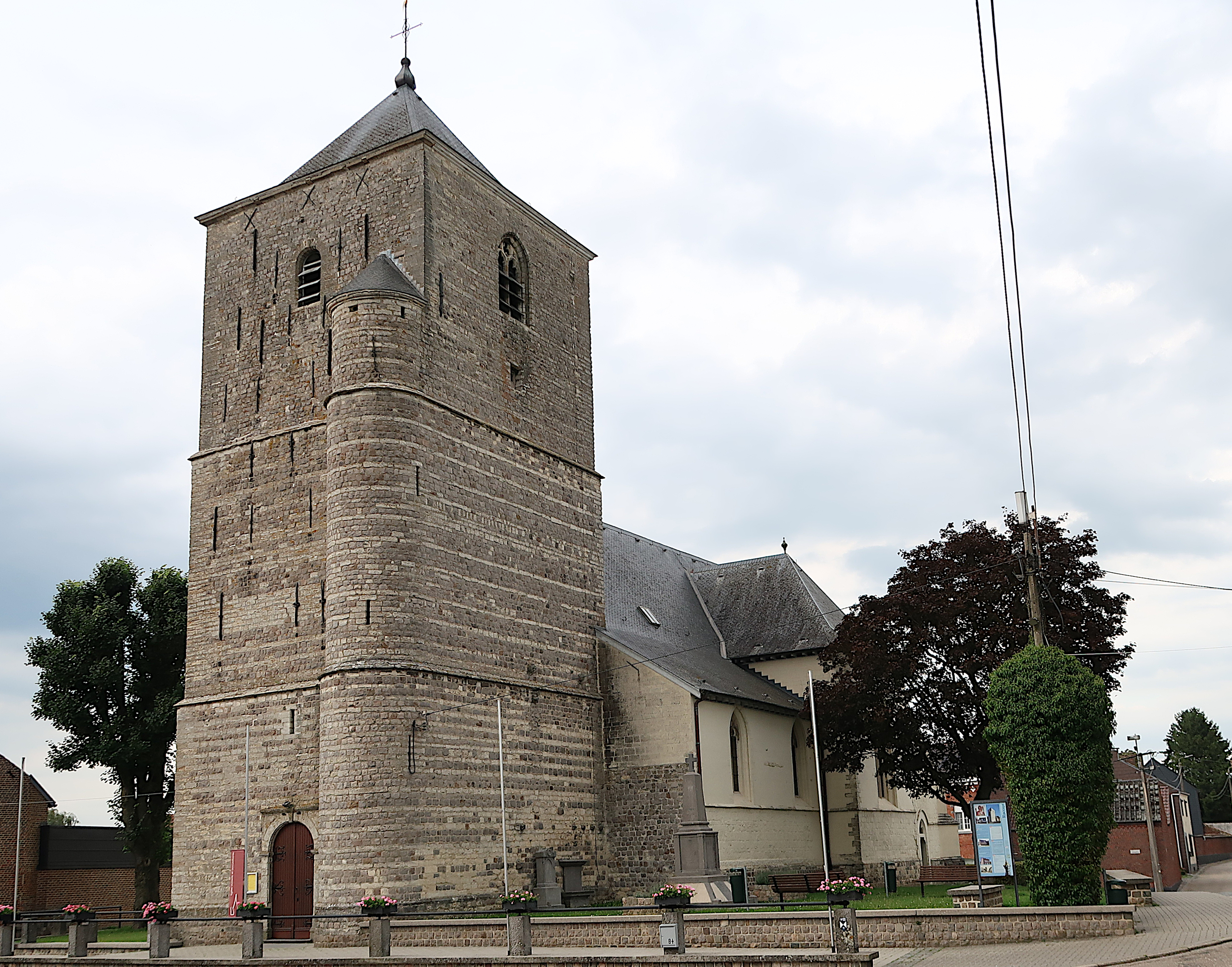
Sint-Kristoffelkerk
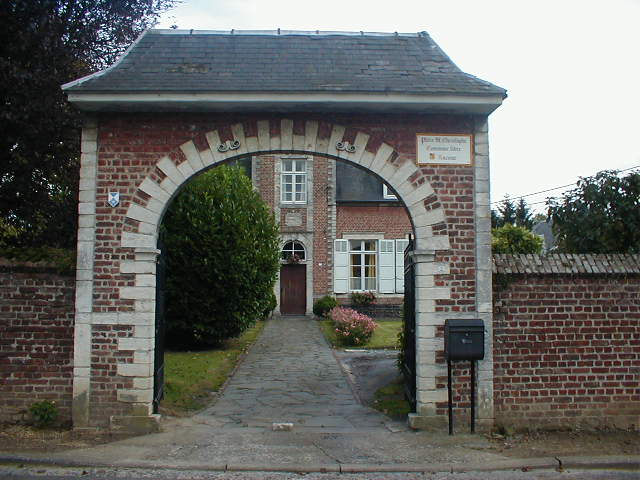
Vroegere pastorie van Raatshoven
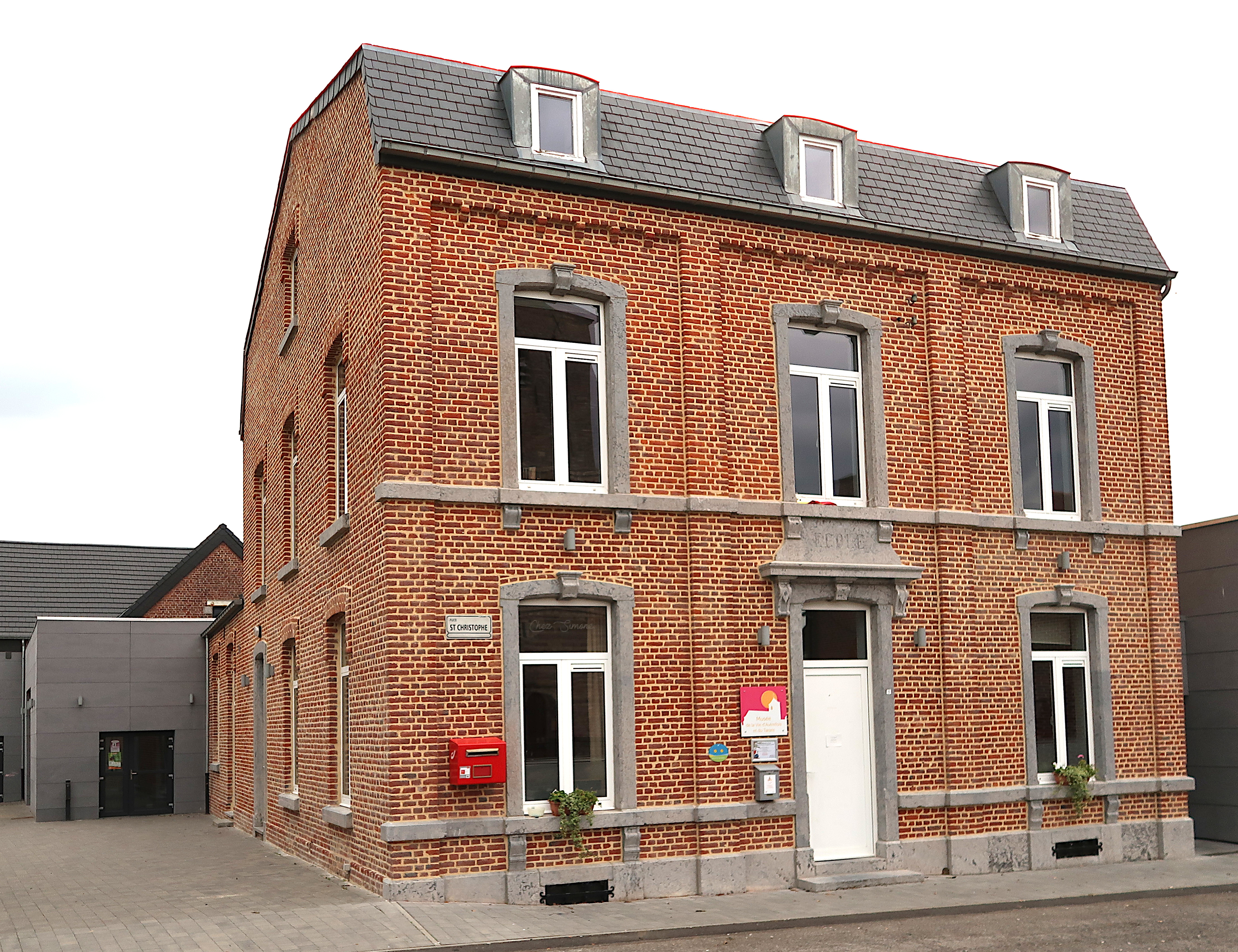
Museum in vroeger gemeentehuis
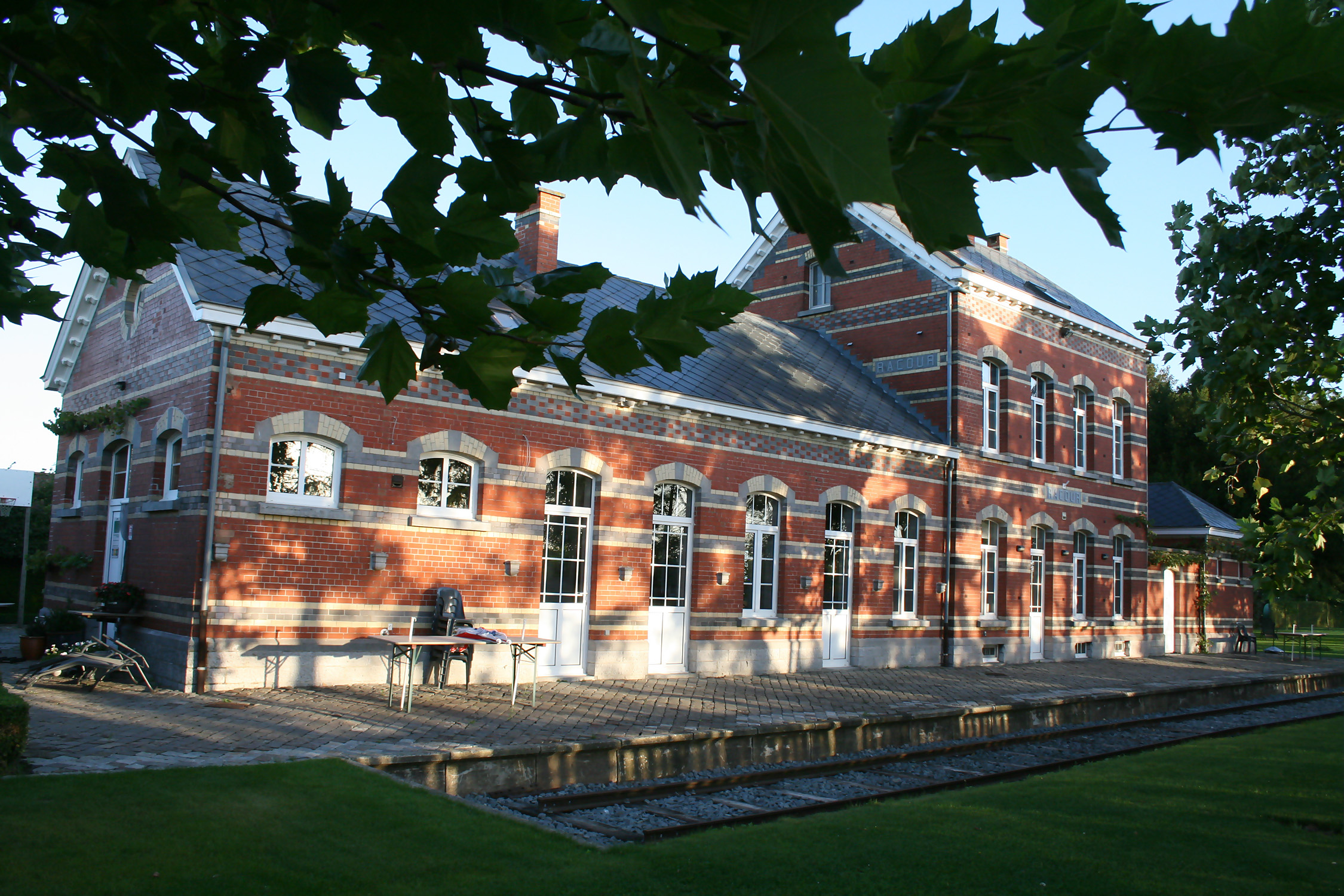
Het oude treinstation van Raatshoven

## Natuur en landschap
Racour ligt in Droog-Haspengouw. De hoogte aan de kerk is 88 meter.

## Demografische ontwikkeling
- Bronnen:NIS, Opm:1831 tot en met 1970=volkstellingen, 1976= inwoneraantal op 31 december

## Geboren
- Jules Giroul (1832-1866), volksvertegenwoordiger
- Jan Maerschalck, Professor aan de oude Leuvense Universiteit (1492)

## Nabijgelegen kernen
Linsmeau, Overwinden, Landen, Waasmont